# Jørn Lier Horst

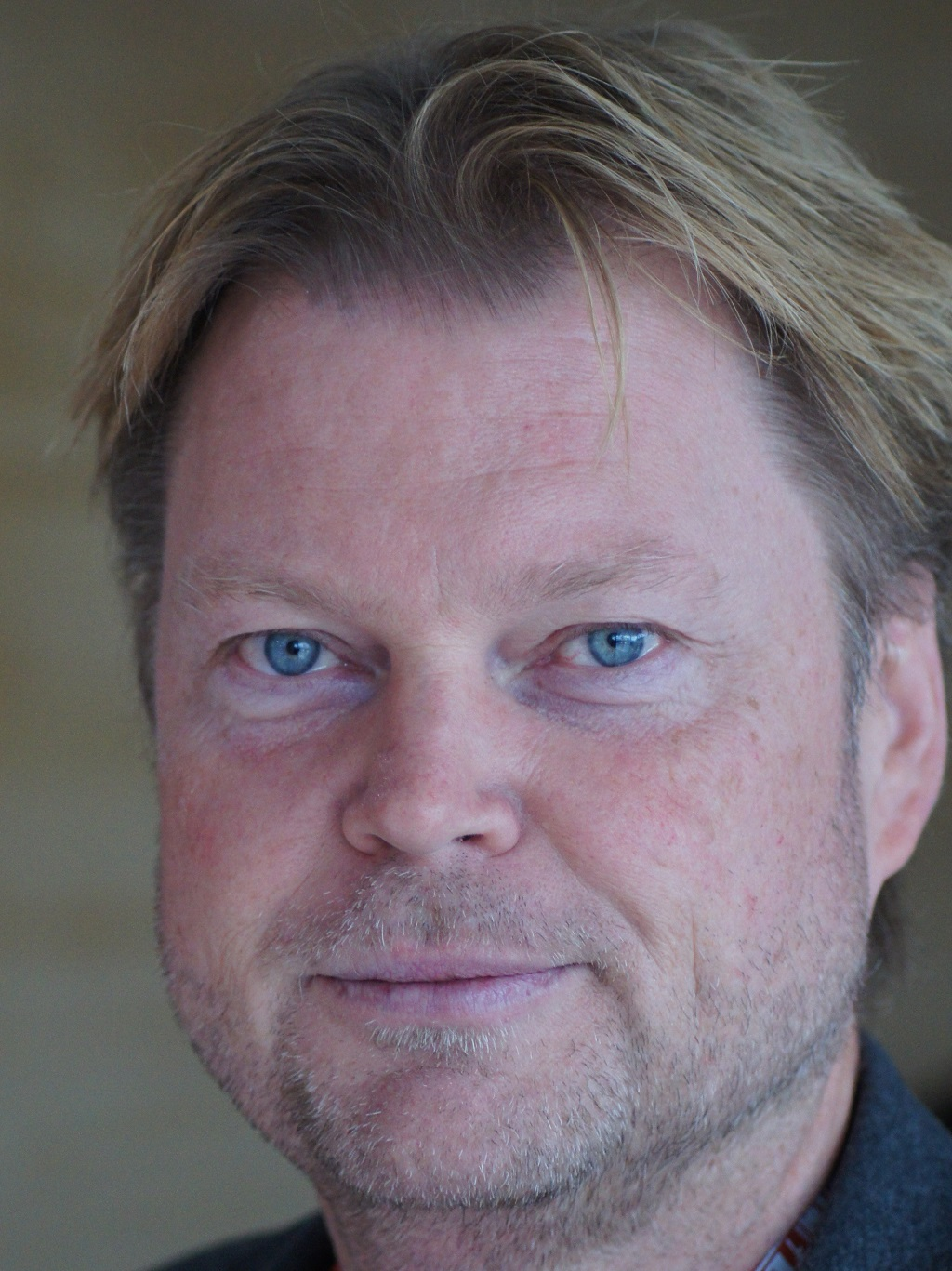
Jørn Lier Horst (2019)

Jørn Lier Horst (* 27. Februar 1970 in Bamble, Telemark) ist ein norwegischer Autor. Heute lebt er in dem kleinen Küstenstädtchen Stavern in Südnorwegen. Er war Kriminalhauptkommissar im Polizeibezirk Vestfold und arbeitete dort als Ermittler. Das Milieu und die Methoden, die er in seinen Romanen beschreibt, sind ihm daher vertraut. Seit September 2013 arbeitet er nur noch als Autor. Seit 2019 wird die auf seinen Romanen basierende Serie Kommissar Wisting ausgestrahlt.

## Bibliographie

### Wisting-Serie
- 2004 Nøkkelvitnet
- 2005 Felicia forsvant (dt. Ruhe nicht in Frieden. Rowohlt, Reinbek 2006)
- 2006 Når havet stilner (dt. Wenn das Meer verstummt. Rowohlt, Reinbek 2007)
- 2007 Den eneste ene
- 2009 Nattmannen
- 2010 Bunnfall
- 2011 Vinterstengt (dt. Winterfest. Grafit, Dortmund 2012 und Droemer, München 2017)
- 2012 Jakthundene (dt. Jagdhunde. Grafit, Dortmund 2013 und Droemer, München 2018)
- 2013 Hulemannen (dt. Eisige Schatten. Droemer, München 2015 und 2022)
- 2015 Blindgang (dt. Blindgang. Droemer, München 2016 und 2020)
- 2016 Når det mørkner (dt. Wisting und die Stunde der Wahrheit. Piper, München 2022)
- 2017 Katharina-koden (dt. Wisting und der Tag der Vermissten. Piper, München 2019)
- 2018 Det innerste rommet (dt. Wisting und der fensterlose Raum. Piper, München 2020)
- 2019 Illvilje (dt. Wisting und der Atem der Angst. Piper, München 2020)
- 2020 Sak 1569 (dt. Wisting und der See des Vergessens. Piper, München 2021)
- 2021 Grenseløs (dt. Wisting und die Tote am Wegesrand. Piper, München 2023)
- 2022 Forræderen (dt. Wisting und der ungewollte Verrat. Piper, München 2024)
- 2024 Tørt land (dt. Wisting und die Untiefen der Vergangenheit. Piper, München 2025)

### Alexander Blix und Emma Ramm
Reihe erstellt von den Autoren Thomas Enger und Jørn Lier Horst. Einzelpublikationen siehe Thomas Enger.

## Verfilmungen
Seit 2019 werden Jørn Lier Horsts Romane als TV-Serie unter dem Namen Kommissar Wisting ausgestrahlt, wobei die Verfilmungen nicht in chronologischer Reihenfolge erfolgen. Bisher wurden die Romane Eisige Schatten, Jagdhunde, Atem der Angst und Nachtmann verfilmt.

## Auszeichnungen
- 2012 Riverton-Preis – Kategorie Bestes kriminalliterarisches Werk   für Jakthundene (dt. Jagdhunde. Grafit, Dortmund 2013)
- 2013 Skandinavischer Krimipreis für Jakthundene (dt. Jagdhunde. Grafit, Dortmund 2013)
- 2014 The Martin Beck Award für Jakthundene (dt. Jagdhunde. Grafit, Dortmund 2013)